# Coriolano Martirano
Coriolano Martirano (Cosenza, 1503 – Naples, 26 août 1557) est un évêque, humaniste et poète latin italien.

## Biographie
Coriolano Martirano naquit au commencement du XVIe siècle à Cosenza, dans la Calabre, d’une famille noble. Après avoir exercé quelque temps la profession d’avocat, il reçut les ordres sacrés et fut nommé par le pape Clément VII à l'évêché de San Marco. Il assista à la première session du Concile de Trente et en fut élu l’un des secrétaires ; il y prononça un discours très-éloquent pour rassurer les prélats, que la crainte de la guerre déterminait à s’éloigner. Après la session, il fut nommé par l’empereur Charles Quint secrétaire du conseil de Naples, où il mourut le 26 août 1557, comme on l’apprend par une lettre d’Ant. Guido à Vespasien Gonzague, seigneur de Sabbioneta. Coriolano avait eu le projet de supprimer tous ses ouvrages ; mais Marzio, son neveu, profita de son absence pour faire une revue de ses papiers et en extraire ses œuvres dramatiques, qu’il fit imprimer à Naples en 1556, in-8°. Ce recueil contient huit tragédies Médée, Electre, Hippolyte, les Bacchantes, les Phéniciennes, le Cyclope, Prométhée et Jésus-Christ ; deux comédies : Plutus et les Nuées ; les 12 livres de l’Odyssée la Batrachomyomachia et l’Argonautique, traduits en vers latins. Debure a décrit cette édition dans la Bibliographie instructive, n° 2904 ; on en connaît des exemplaires avec un nouveau frontispice daté de 1663. Elle est si rare, même en Italie, que le savant Tiraboschi n’avait jamais pu la trouver. Il ajoute cependant, mais d’après le témoignage de Bernardino Tafuri, que les pièces de Martirano, traduites ou imitées du grec. sont comparables pour l’élégance et la propriété du style aux meilleurs ouvrages du même genre. On a encore de Coriolano :
- Epistolæ familiares, Naples, 1656, in-8°. Ce volume n’est pas moins rare que le précédent, et l’on dit qu'il renferme beaucoup d’anecdotes et de particularités curieuses. Sertorio Quattromani avait découvert plusieurs manuscrits de Martirano, et il se proposait de les publier ; mais ce projet est resté sans exécution : il citait, entre autres, des Elégies, des Epitres qu’il ne jugeait pas très-inférieures à celles d’Horace, des Discours et la Traduction en vers latins des sept premiers livres de l’Iliade. Les deux harangues que l’auteur avait récitées au Concile de Trente se conservent en manuscrit à la bibliothèque de Paris (Cod. Lat. 1525).

## Note
1. ↑  Cette excessive rareté détermina, en 1736, un effronté plagiaire à faire imprimer ces pièces comme son propre ouvrage, en y joignant d’autres pièces de vers de Navagero et de Flaminio, également peu connues, et dont il se contenta de déranger l’ordre, en changeant un peu les premiers vers de chacune, pour mieux cacher son larcin. Le savant Giovanni Antonio Volpi, professeur à Padoue, auquel il eut l’imprudence d’envoyer un exemplaire de ce prétendu fruit de sa muse, se hâta de démasquer l’imposture. (Voyez les Novelle letterarie de Venise, 1737, n° 47, et la Libreria dei Volpi, Padoue, 1756, in-8°, p. 127.)